# Liste des orgues des Pays de la Loire classés dans la base Palissy des monuments historiques

## Méthodologie
Cette liste prend en compte les orgues des Pays de la Loire classés uniquement, au titre objet ou immeuble, que ce soit pour leur buffet ou leur partie instrumentale et répertoriés dans la base Palissy des Monuments historiques de France. La section Reprises recense les modifications les plus importantes. Dans certains cas le classement du buffet intègre également la tribune. À défaut de précision, le classement est réputé acquis au titre objet (cas le plus fréquent) mais les initiales I.D. signifient au titre Immeuble par Destination et I. au titre Immeuble.

## Liste
| Localisation                                 | Construction | Reprises                                                                  | Buffet                                           | Instrument           | Illustration |
| -------------------------------------------- | --- | ------------------------------------------------------------------------- | ------------------------------------------------ | -------------------- | ------------ |
| Angers, Cathédrale Saint-Maurice             | Jean Dangeville 1748, buffet de Pierre Hamon 1742 & Pierre-Étienne Surugue 1748; reconstruit Aristide Cavaillé-Coll 1874, agrandi & électrifié Beuchet-Debierre 1959 | Relevé Denis Lacorre 2008                                                 | Notice no PM49000020 + tribune                   |                      |              |
| Angers, Saint-Joseph                         | Aristide Cavaillé-Coll 1879 |                                                                           |                                                  | Notice no PM49001929 |              |
| Angers, la Trinité                           | Daublaine- Callinet 1840, Récit modifié Louis Debierre fin XIXe siècle |                                                                           |                                                  | Notice no PM49001927 |              |
| Batz-sur-Mer, Saint-Guénolé                  | buffet XVIIe siècle, peut-être Huppel pour orgue de Toussaint Brunel, sommiers & mécanisme refaits Jean Le Roy 1772, reconstruit Georges Gloton 1926 | Reconstruit Jean Renaud 1986                                              | Notice no PM44000584 I.D.                        |                      |              |
| Baugé, St-Pierre & St-Laurent, tribune       | Louis Bonn 1850 dans buffet Paul Maillard 1644, reconstruit 1975 Louis Benoist & Pierre Sarélot |                                                                           | Notice no PM49001370                             |                      |              |
| Baugé, St-Pierre & St-Laurent, chœur         | Abbé Clergeau 1863 |                                                                           | Notice no PM49001931                             | Notice no PM49001931 |              |
| Beaufort-en-Vallée, Notre-Dame               | Louis Bonn 1850 qui ajoute un Positif dorsal 1870, ce dernier plan sonore supprimé par Debierre-Gloton 1934 | Reconstruit Georges Danion M.L.G.O. 1993                                  |                                                  | Notice no PM49000426 |              |
| Château-du-Loir, Saint-Guingalois            | Enault-Beauté 1913 dans buffet XVIIe siècle provenant du prieuré de Château-l'Hermitage |                                                                           | Notice no PM72000127                             |                      |              |
| Évron, basilique Notre-Dame-de-l'Épine       | Thomas Alport 1666 dans buffet 1623, reconstruit Goyadin 1877 | Relevé Nicolas Toussaint 1991                                             | Notice no PM53000204                             | Notice no PM53000206 |              |
| La Ferté-Bernard, Notre-Dame-des-Marais      | Evrard Baudot 1501, reste cul-de-lampe surmonté de la cuve; Pierre Bert & menuisier Sainctot Chemin 1536 refont l'orgue & le buffet proprement-dit; refait Miller 1669 & Jacques Ingoust 1703; restauration Tronchet & Beurtin 1938 | Reconstruit Jean Renaud & Gildas Menoret 1986                             | Notice no PM72000295 I avec tribune, liste 1840  |                      |              |
| La Flèche, chapelle Saint-Louis du Prytanée  | Ambroise Levasseur 1641 réutilisant des éléments du précédent orgue 1622 de Léonard Lefebvre ou Paul Maillard, dans buffet neuf 1639 des menuisiers angevins Pierre Frileux & Pierre Cornet, sculpté par deux jésuites Louis Milquin & Cyprien Robat; modifié Guillaume Hermans 1655, agrandi & très remanié Jean Dangeville 1772, restauré Victor & Fernand Gonzalez en plusieurs tranches 1935-37-47-63 | Restauré Louis Benoist & Pierre Sarélot 1996, harmonisé Jean-Pierre Conan | Notice no PM72000370                             | Notice no PM72001255 |              |
| Laval, cathédrale de la Trinité              | Aristide Cavaillé-Coll 1853 | Restauré Jean Renaud 1976                                                 | Notice no PM53000678                             | Notice no PM53000677 |              |
| Laval, basilique N.D.d'Avesnières            | Louis Debierre 1895 |                                                                           |                                                  | Notice no PM53000679 |              |
| Le Lion-d'Angers, St-Martin                  | Aristide Cavaillé-Coll 1883 |                                                                           |                                                  | Notice no PM49001937 |              |
| Le Lude, Saint-Vincent                       | Louis Debierre 1880 dans buffet XVIIIe siècle |                                                                           |                                                  | Notice no PM72000433 |              |
| Le Mans, cathédrale Saint-Julien             | Pierre Bert 1535 buffet sculpté par Simon Hayeneuve 1528, restauré frères Jean & François de Héman 1634, modifié frères Claude 1848, augmenté 1913, restauré Pierre Chéron 1963, puis Joseph Beuchet (mécanisme) & Danion-Gonzalez (harmonisation néo-classique) 1974 | Restauré 2018 Laurent Plet & Jacques Nonnet                               | Notice no PM72000451 Immeuble, liste 1862        | Notice no PM72000472 |              |
| Le Mans, chap. de l'Oratoire                 | Anonyme XVIIIe siècle restauré Guillouard vers 1826, puis Baldner vers 1870 | Restauré 2008                                                             |                                                  | Notice no PM72000531 |              |
| Le Poiré-sur-Vie, Saint-Pierre               | Frères Eugène & John Albert Abbey 1896 pour chapelle de l'institution St Nicolas d'Issy-les-Moulineaux, transféré 1988 | Restauré Olivier & Stéphane ROBERT 2010 harmonisé Bernard Hurvy           |                                                  | Notice no PM85000788 |              |
| Luçon, cathédrale N.D. tribune               | Aristide Cavaillé-Coll 1857 dans buffet préexistant du menuisier Desharnoux et du sculpteur Geoffroy Dechaume, unique relevage Louis Debierre 1899 | Restauré peu modifié Curt Schwenkedel 1968                                | Notice no PM85000785                             | Notice no PM85000784 |              |
| Luçon, cathédrale N.D. chœur                 | Louis Debierre 1882 |                                                                           | Notice no PM85000782                             | Notice no PM85000781 |              |
| Marolles-les-Braults, St Rémy                | Buffet et partie tuyauterie milieu XVIIe siècle, acheté à Baugé 1766, restauré 1972 |                                                                           | Notice no PM72000615                             |                      |              |
| Moncé-en-Saosnois, St Pierre-St Paul         | XVIIIe siècle peut-être Nicolas Parisot, acheté abbaye de Perseigne 1761 | Délabré 2012                                                              | Notice no PM72000641                             | Notice no PM72001386 |              |
| Nantes, cath. Sts-Pierre-et-Paul, o.de chœur | Louis Debierre 1896, rénové & augmenté Georges Gloton 1946 | Restauré Jean Renaud 1993                                                 |                                                  | Notice no PM44000327 |              |
| Nantes, chapelle de l'Immaculée-Conception   | Reconstruction Louis Debierre 1865 | Restauration Denis Lacorre 2010                                           |                                                  | Notice no PM44000880 |              |
| Nantes, chapelle du lycée Saint-Stanislas    | Aristide Cavaillé-Coll 1867 à Saint-Clément de Nantes, transféré & modifié Louis Debierre 1892, relevé Georges Gloton 1946 | Restauré Nicolas Toussaint 2001                                           |                                                  | Notice no PM44000355 |              |
| Nantes, Notre-Dame de Toutes-Joies           | Louis Debierre 1863, modifié Georges Gloton 1937 | Restauré Nicolas Toussaint 2008                                           |                                                  | Notice no PM44000354 |              |
| Nantes, Notre-Dame-de-Bon-Port               | Louis Debierre 1891, modifié Georges Gloton 1929 | Restauré Jean Renaud 1981                                                 |                                                  | Notice no PM44000344 |              |
| Saint-Calais, Notre-Dame                     | Daublaine & Callinet 1845 dans buffet 1660-70 de l'abbaye de Saint-Calais | Restauré 1974                                                             | Notice no PM72000792 + garde-corps XVIIIe siècle | Notice no PM72000793 |              |
| Saumur, N.D. de Nantilly                     | Pierre Le Hellocq 1685-90, transformation Louis Bonn 1847, sauf Positif | Restauration 2014                                                         | Notice no PM49000986                             | Notice no PM49001017 |              |
| Saumur, Saint-Pierre                         | buffet des Cordeliers de Saumur transféré par Charles de Momigny 1805, partie instrumentale Louis Bonn 1850 avec éléments disparates | Restauré Louis Benoist & Pierre Sarélot 1983                              | Notice no PM49000994                             |                      |              |
| Torcé-en-Vallée, Notre-Dame                  | buffet XVIe siècle de style Renaissance | Instrument hors d'usage 2012                                              | Notice no PM72001389                             |                      |              |

## Source
- Base Palissy des Monuments historiques de France